# 파초

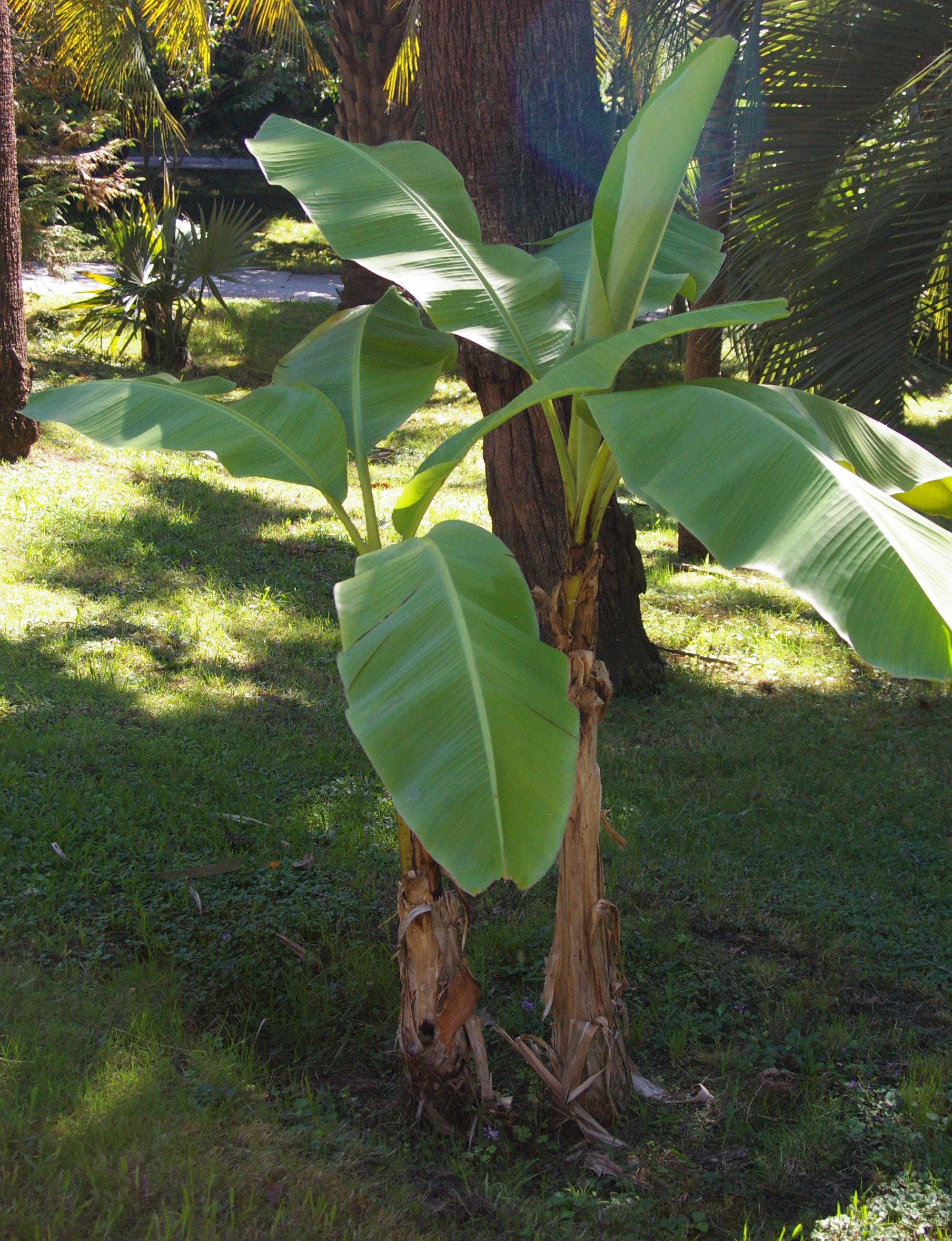

파초(芭蕉, 학명: Musa basjoo, Japanese banana)는 파초과의 여러해살이식물이다. 중국이 원산지이며 높이는 약 4m 정도이다. 뿌리줄기는 덩어리 모양을 이루고 땅 속에 있으며, 그곳에서부터 다수의 잎집이 서로 감싸면서 겹쳐져 얼핏보면 가지처럼 보이는 위경(僞莖)이 곧게 자란다. 꼭대기에 길이 2m, 너비 50cm 이상이나 되는 윤택한 잎이 사방으로 뻗는다. 꽃은 길이 6-7cm이며 여름에 잎 속에서 꽃줄기가 자라고, 잎 같은 포(苞) 안에 15개 정도의 꽃이 2줄로 달리며 꽃이 피면 포가 떨어진다. 꽃은 6-9월에 황백색으로 피고 꽃차례는 점점 자라면서 밑부분에 암꽃과 수꽃이 같이 피며 윗부분에 수꽃만 달린다. 꽃덮이는 상하 2부분이 되고, 윗부분은 5개의 돌기가 되며 밑부분의 것은 안꽃덮이 1개가 주머니처럼 되고 그 속에 꿀이 들어 있다. 수술은 5개이며 꽃밥이 길고 암꽃에서 간혹 열매가 달린다. 대개 관엽식물로 많이 기르며, 잎은 이뇨제, 뿌리는 해열제, 섬유는 파초포와 제지원료로 쓰인다.

## 같이 보기
- 파초과